# Teodora Comnena (1134–1184)
Teodora Comnena (n.c. 1134, Constantinopol – d. 2 ianuarie 1184, Viena) a fost prințesă a Bizanțului, ducesă de Bavaria (1149–1156) și prima ducesă a Austriei (1156–1177) prin căsătoria ei cu Henric al II-lea Jasomirgott, duce al Austriei din Casa de Babenberg, anterior margraf al Austriei (1149–1156).

## Originea
Teodora provenea din casa Comnenilor - familia care s-a aflat la guvernare cea mai lungă perioadă de timp în Bizanț și care a dat șase împărați bizantini între 1057 și 1185 și 23 de conducători ai Imperiului Trapezuntului din 1204 până în 1461.
Ea a fost fiica lui Sebastocrator Comnenul (1108–1142), nepoata împăratului Ioan al II-lea al Bizanțului (1118–1143) și strănepoată a împăratul Alexie I (1081–1118), iar împăratul Manuel I (1143–1180) a fost unchiul ei. Mama ei, Eirene Aineiadissa (d. 1150/1151), provenea dintr-o veche familie patriciană bizantină.
Teodora era rudă cu soțul ei austriac Henric al II-lea Jasomirgott (1156–1177), amândoi provenind din linii feminine ale familiei împăratului Henric al III-lea (1046–1056) din dinastia Saliană.

## Biografia
Teodora a crescut la Constantinopol ca membru al familiei imperiale în mediul luxos și cultivat al curții bizantine care până în 1143 a fost condusă de bunicul ei, Ioan al II-lea Comnenul, împăratul Imperiului Bizantin. Acesta a fost o personalitate importantă fiind supranumit „Kaloioannes” (Ioan cel Frumos) sigur nu datorită aspectului său fizic, ci datorită caracterului său. Potrivit cronicarului Wilhelm din Tir, el era mic, deosebit de urât și cu pielea atât de închisă la culoare încât putea fi numit "negru". Pentru Bizanț el a fost un exemplu rar de conducător care a combinat evlavia, modestia, integritatea și dreptatea cu curajul personal, talentul organizatoric și cel de strateg, astfel încât a fost supranumit „Marc Aureliu bizantin”. Caracteristicile sale s-au reflectat în politica sa și la curte ceea ce a permis imperiului să recâștige puterea politică, puterea militară și recucerirea teritoriilor pierdute. Fără îndoială, toate acestea au influențat tinerețea Teodorei și au modelat caracterul ei.
Tatăl Teodorei, Sebastocrator Comnenul, a fost prinț moștenitor al Bizanțului pentru câteva zile după moartea fratelui său mai mare, Alexie Comnenul (d. vara anului 1142), însă a murit în toamna aceluiași an, chiar înaintea tatălui său, împăratul Ioan al II-lea. Fratele Teodorei, Ioan Dukas Comnenul ar fi trebuit să devină prinț moștenitor, dar pentru că era foarte tânăr bunicul, împăratul Ioan al II-lea l-a preferat pe propriul său fiu, Manuel I Comnenul, pentru a-l urma ca împărat al Bizanțului (1143–1180). În orice caz, Teodora era foarte aproape de tronul bizantin.

### Cruciada a doua
Pentru perioada următoare decisivă a fost Cruciada a doua (1147–1148), după cucerirea comitatului Edessa în 1144 de către Zengi, cârmuitorul din Mosul și Alepo. În armata cruciată, împreună cu regele romano-german Conrad al III-lea de Hohenstaufen, se afla și fratele vitreg al regelui Henric al II-lea Jasomirgott, margraful Austriei și ducele Bavariei din 1143 ca Henric al XI-lea. Regele Conrad al III-lea și împăratul Manuel I deveniseră rude prin căsătorie, soțiile lor din familia contelui de Sulzbach fiind surori. Ducele Henric, care rămăsese văduv din 1143, s-a îndrăgostit de una dintre nepoatele împăratului, prințesa Teodora care avea doar cincisprezece ani.
Episodul romantic a fost întrerupt de continuarea cruciadei, armata lui Conrad fiind învinsă în octombrie 1147 la Dorylaeum (lângă Eskișehir, astăzi în Turcia). Regele Conrad, ducele Henric și aproximativ 2 000 de oameni din armatele lor au supraviețuit alăturându-se ulterior armatei regelui Ludovic al VII-lea al Franței. Conrad s-a îmbolnăvit la Efes în iarna anului 1147 în drum spre Ierusalim și s-a întors la Constantinopol invitat de împăratul Manuel care a insistat să-i îngrijească el însuși sănătatea. În timpul acestei vizite s-a convenit alianța matrimonială dintre nepoata împăratului, Teodora, și ducele Henric, fratele vitreg al regelui Conrad al III-lea.
Continuarea cruciadei a întrerupt din nou relația logodnicilor. În loc să-l atace pe Nur ad-Din, fiul lui Zengi și să recucerească comitatul Edessa, în iulie 1148 cruciații au încercat să cucerească Damascul sub conducerea regelui Ludovic al VII-lea al Franței și a regelui Conrad al III-lea, dar fără succes. În septembrie același an regele Conrad a decis să se întoarcă în imperiu, a plecat cu curtea sa de la Acra, dar s-a oprit la invitația împăratului Manuel I la Constantinopol pentru a sărbători Crăciunul. Acolo a fost sărbătorită cu mare fast căsătoria Teodorei cu ducele Henric Jasomirgott - probabil în Hagia Sofia. Bizantinii au fost dezamăgiți că adorabila prințesă avusese o soartă atât de barbară - „oferită ca sacrificiu monstrului din vest”, așa cum scria cu compasiune un poet de curte mamei lui. Nunta a servit în special realizării unei reconcilieri depline între curtea germană și cea bizantină.

### Ducesă de Bavaria și de Austria
Teodora și Henric au plecat cu suita regelui Conrad al III-lea din Constantinopol în primăvara anului 1149.
În calitate de duce al Bavariei, Henric a locuit împreună cu soția sa Teodora în principal în capitala sa bavareză, Regensburg, dar ocazional și la Viena. În ambele orașe, Teodora s-ar putea să fi simțit dorul de casă, de orașul cosmopolit Constantinopol, deoarece nu exista niciun oraș în Europa de Vest care să poată concura cu orașul ei natal în ceea ce privește dimensiunea, arhitectura, bogăția și cultura.
În 1156 în viața tinerei perechi a avut loc o întorsătură decisivă datorată politicii imperiale: Frederic I Barbarossa, care fusese încoronat împărat în 1155, a decis să se reconcilieze cu Guelfii prin restituirea Ducatului Bavariei deposedându-l pe unchiului său, ducele Henric. Conceptul acestei tranzacții - pe care ducele Henric a încercat să o împiedice de mai multe ori - a fost stabilit prin certificatul emis de împărat, așa-numitul „Priviliegium Minus” pe 17 septembrie 1156, certificat care a stat la baza statalității austriece în Evul Mediu. În consecință, ducele Henric a renunțat la Ducatul Bavariei (care fusese condus de fratele său mai mic Leopold al IV-lea între 1139 și 1141 din Austria și pe care el însuși îl cârmuise între 1143 și 1156) și l-a predat lui Henric Leul. La rândul său, aceasta a cedat margrafiatul Austria lui Henric, acesta devenind în același timp ducat independent. În compensație prin acest certificat lui Henric i-au fost acordate privilegii speciale datorită cărora Privilegium Minus a fost uneori supranumit „Magna Carta” a teritoriilor germane.
Probabil Teodora ca prințesă imperială a Bizanțului a putut juca un rol în următoarele decizii și reguli stabilite:
- atât Henric cât și Teodora au fost înfeudați cu Ducatul Austriei în același timp (nu numai Henric);
- succesiunea putea urma nu numai pe linie masculină ci și pe linie feminină;
- în cazul lipsei propriilor copii, Henric și Teodora aveau dreptul să dea ducatul moștenire cui doreau.

Aceste drepturi au depășit cu mult obișnuințele din imperiu, în special „libertas affectandi”, care însemna libera alegere a unui succesor în cazul în care ducele și ducesa ar fi murit fără a avea copii, regulă care era unică în constituția de la acea vreme.
Teodora și Henric au părăsit Regensburg în 1156 și și-au stabilit reședința la Viena, capitala noului Ducat al Austriei. Deoarece Regensburg fusese o reședință dezamăgitoare pentru Teodora, ducele Henric s-a implicat energic în modernizarea Vienei. Acest lucru era foarte necesar, deoarece orașul devenise reședință cu doar două decenii înainte în timpul cârmuirii tatălui său, Leopold al III-lea.
Bazat pe tradiția teologică și intelectuală foarte dezvoltată a mănăstirilor bizantine, Henric a fondat în 1155 la Viena Mănăstirea Schottenstift⁠(d) (abație benedictină a călugărilor irlandezi) ca centru spiritual și științific. Această mănăstire avea, de asemenea, o legătură cu vechea reședință din Bavaria, deoarece aparținea călugărilor de la Mănăstirea Sf. Iacob (Schottenkloster) din Regensburg. La acea vreme, mănăstirea a fost construită pe un deal în afara zidurilor vestice ale orașului Viena, pe vechiul drum roman, astăzi strada „Herrengasse” și i s-au încredințat cele mai vechi biserici parohiale vieneze: Biserica Sf. Rupert (Ruprechtskirche) și Biserica Sf. Petru (Peterskirche) precum și Biserica Maria am Gestade.

Mutarea curții la Viena a necesitat, de asemenea, construirea unei noi reședințe care să corespundă prestigiului unei prințese bizantine. Noua construcție a fost ridicată în piața „Am Hof” de astăzi, lângă vechile ziduri vestice ale cetății provenind parțial din vremea romanilor. Din păcate, datorită modificărilor ulterioare a construcției nu se pot face cercetări arheologice pentru dovedirea acestei afirmații și nici a existenței elementelor de stil ale arhitecturii bizantine ce ar putea fi atribuite Teodorei. Capela noii construcții a primit numele Sfinților Pantalelimon și Pancrațiu, care proveniseră din estul imperiului roman, ceea ce ar putea fi interpretat ca un gest dedicat Teodorei.

Teodora trebuie să fi jucat un rol deloc neglijabil în domeniul cultural. Datorită cruciadelor în jurul anilor 1096, 1147 și 1189 Viena a fost expusă la noi influențe și multe elemente culturale din Orient au pătruns în imperiu și astfel în Austria. Această influență bizantină a fost, fără îndoială, întărită de prezența Teodorei la Viena.
Prezenței prințesei bizantine la curtea austriacă s-a datorat probabil influența culturii bizantine resimțite la Viena. Curtea vieneză a fost mult mai preocupată de trecutul Austriei. Episcopul Otto de Freising (1138-1158), fratele mai mic al ducelui Henric, care participase la Cruciada a doua, s-a inspirat desigur din istoriografia bizantină. Celebra „Chronica sive Historia de duabus stateibus” (Cronica sau Istoria celor două state), o istorie a lumii în șapte volume, inițiată de el, l-a înscris în rândul celor cei mai importanți istorici ai Evului Mediu. Istoriografia austriacă a înflorit în timpul vieții Teodorei. „Breve chronicon Austriacum Mellicense” (legată de istoria familiei) a fost scrisă la Abația Melk, iar „Chronicon pii marchionis” (despre viața margrafului Leopold al III-lea al Austriei) la Mănăstirea Klosterneuburg.
Viața Teodorei la curtea austriacă nu a fost în niciun caz dedicată exclusiv vieții culturale și extinderii orașului Viena. Conflictele politice interne și externe ale imperiului au avut și ele un impact asupra vieții ei. Alegerile papale din 1159 au generat conflicte care au împărțit familia în două tabere: cumnatul ei Conrad al II-lea de Babenberg, arhiepiscop de Salzburg (1164–1168), l-a susținut pe papa Alexandru al III-lea în timp ce soțul Teodorei, ducele Henric, îl susținea pe antipapa Victor al IV-lea.
Deoarece ducele Henric l-a însoțit de multe ori pe împăratul Frederic I Barbarossa în campaniile sale militare (în 1158 și 1162) împotriva orașului Milano și a altor orașe lombarde, Teodora a condus deseori Ducatul Austriei.
Un eveniment important în viața Teodorei a fost cu siguranță vizita din 1165 a împăratului Frederic I Barbarossa (1155–1190), care a stat la Viena două săptămâni pentru plănuirea unei cruciade, perioadă în care Henric i-a jurat credință antipapei Victor al IV-lea. Fără îndoială la acea vreme împăratul Frederic I a rezidat în noul castel „Am Hof”.
De asemenea, ducele Henric Leul i-a vizitat pe Teodora și pe Henric la Viena atunci când a făcut un pelerinaj în Țara Sfântă în 1172.
Cuplul ducal nu a fost scutit de probleme cu vecinii teritoriilor lor, deși Henric și Teodora s-au străduit să asigure granițele din est și din nord prin politica căsătoriilor. Acest lucru a dus la un conflict cu Boemia, când ducele Soběslav al II-lea a invadat Austria în 1175–1176 devastând regiunea numită astăzi Waldviertel (din landul Austria Inferioară de astăzi). De asemenea, a existat și un conflict cu Regatul Ungariei atunci când ducele Henric s-a alăturat unui frate al norei sale (prințul Géza) împotriva regelui Béla al III-lea al Ungariei, alt frate al acesteia. Béla a fost căsătorit cu Maria Comnena, verișoara Teodorei și fiica împăratului Manuel I, prin urmare prinț moștenitor al Bizanțului pentru o perioadă de timp. În 1176 adversarii ducelui Henric s-au unit și au invadat ducatul cu armatele lor din Boemia, Ungaria, Polonia și Saxonia. Au existat și numeroase conflicte cu margrafii din Stiria aparținând Casei de Traungau provocate de probleme privind frontiera, iar margraful Ottokar al IV-lea a aderat în 1176 la coaliția ostilă Austriei.
Un moment decisiv în viața Teodorei a fost moartea soțului ei care s-a accidentat grav căzând de pe cal în apropierea Mănăstirii Melk. Ducele Henric al II-lea a murit pe 13 ianuarie 1177 la Viena și a fost îngropat în Biserica Schottenkirche din Viena.  
Tratatul de pace de la Eger din 1179, încheiat între Austria și Boemia, a fost consolidat prin căsătoria lui Henric, fiul cel mic al Teodorei, cu Richza, fiica lui Vladislav al II-lea al Boemiei, căsătorie care a constituit probabil ultimul mare eveniment din viața prințesei bizantine. Teodora a murit la șapte ani după soțul ei, pe 2 ianuarie 1184 și a fost înmormântată alături de el în Biserica Schotthenkirche.

## Căsătoria și descendenții
Teodora Comnena s-a căsătorit în 1149 cu Henric al II-lea, conte Palatin al Rinului (1140–1141), margraf al Austriei (1141–1156), duce de Bavaria (1143–1156) și apoi primul Duce al Austriei (1156–1177). Diferența de rang dintre o prințesă bizantină și un duce a fost în mare parte compensată de faptul că Henric al II-lea era fratele vitreg al regelui romano-german Conrad al III-lea și astfel era înrudit prin căsătorie cu unchiul Teodorei, împăratul Manuel I. De asemenea, Henric fusese căsătorit cu o prințesă imperială, Gertrude de Süpplingenburg, fiica împăratului Lotar al III-lea. Astfel el a fost unul dintre puținii prinți care au fost înrudiți prin căsătorie atât cu conducătorii imperiului occidental cât și cu conducătorii imperiului bizantin.
Din căsătoria Teodorei cu Henric al II-lea au rezultat trei copii:
- Agnes (1154–1182), căsătorită cu Ștefan al III-lea al Ungariei și apoi cu Hermann al II-lea, duce de Carintia (d. 1181);

- Leopold al V-lea (1157–1194), duce de Austria (1177–1194), duce de Stiria (1192–1194), căsătorit în 1172 cu Ilona (Helene) (1158 –1199), fiica regelui Géza al II-lea al Ungariei;

- Henric cel Bătrân (1156–1223), „duce” de Mödling, Advocatus (Vogt) al Mănăstirii Sf. Emmeram din Regensburg, căsătorit cu Richza (Richsa) a Boemiei (d. 1182), fiica regelui Vladislav al II-lea al Boemiei.